# ناحیه کینگستون، شهرستان دیکلب، ایلینوی
ناحیه کینگستون (به انگلیسی: Kingston Township) یک منطقهٔ مسکونی در ایالات متحده آمریکا است که در شهرستان دیکلب واقع شده‌است. ناحیه کینگستون ۲۴۶ متر بالاتر از سطح دریا واقع شده‌است.